# The Academy
The Academy to debiutancki minialbum The Academy Is... wydany przez wytwórnię LLR Recordings. Premiera odbyła się 23 marca 2004 roku. CD zostało wydane jeszcze przed dodaniem do nazwy zespołu "Is...". Po nagraniu płyty z zespołu odeszło dwóch członków - Mike DelPrincipe i Adrian LaTrace Jr. 
Wszystkie piosenki z płyty zostały napisane przez Williama.

## Lista utworów
1. "The Proverbial Unrest" – 2:36
2. "The Author" – 5:08
3. "Judas Kiss" – 3:57
4. "In Our Defense" – 4:31
5. "Dear Interceptor" – 3:42
6. "Absolution" – 5:44